# Necrophylus arenaria
Necrophylus arenaria là một loài côn trùng trong họ Nemopteridae thuộc bộ Neuroptera. Loài này được Roux miêu tả năm 1833.